# Gale (editură)

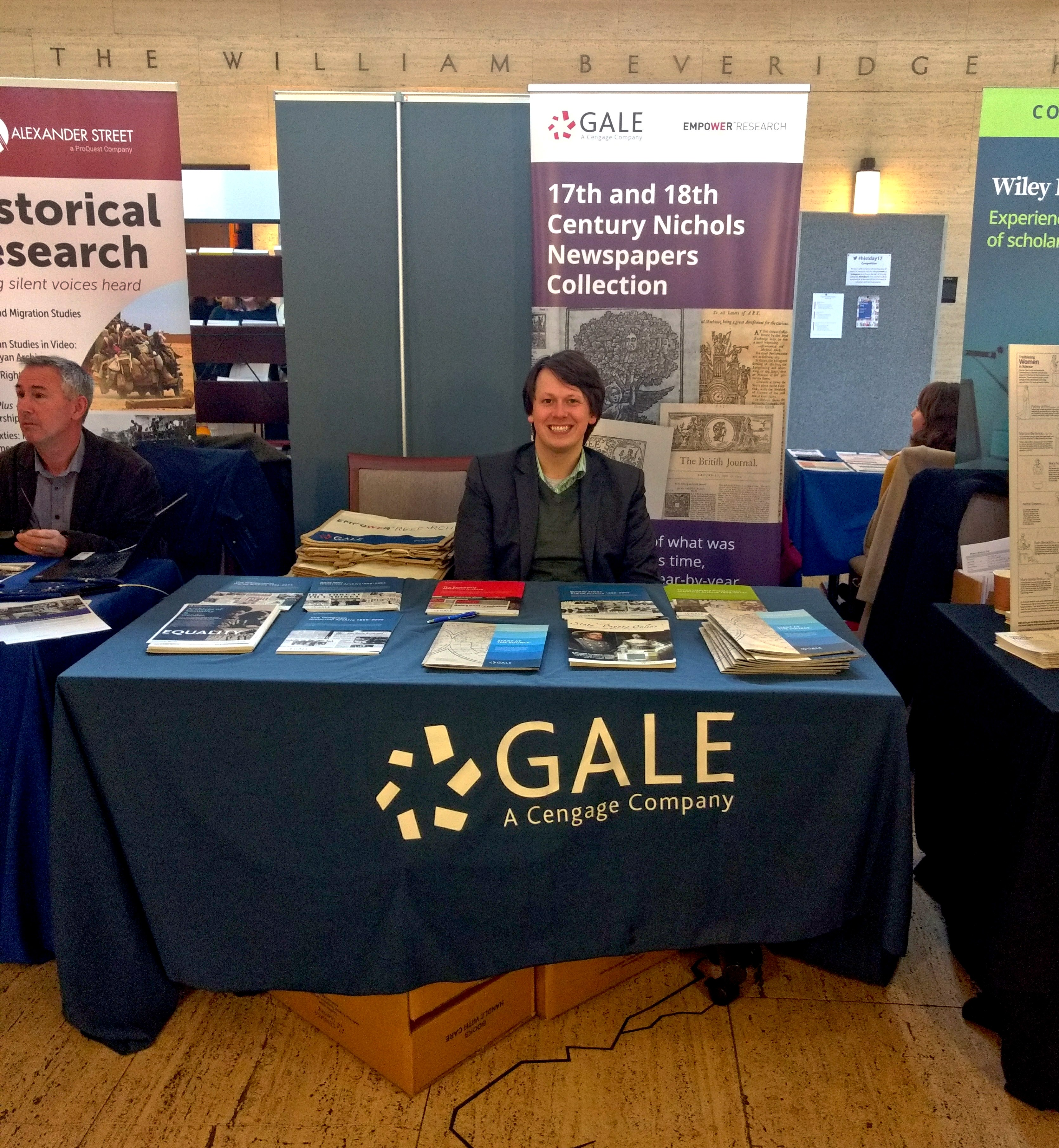
Standul Gale la University of London School of Advanced Study History Day, octombrie 2017.

Gale este o editură de carte educațională cu sediul în Farmington Hills, Michigan, în suburbiile de vest ale metropolei Detroit. Începând din 2007 este o divizie a Cengage Learning.
Compania, cunoscut anterior ca Gale Research și Gale Group, este activă în publicarea de cărți academice pentru biblioteci publice, universitare, școlare și de afaceri. Compania este cunoscută pentru bazele de date de ziare și reviste, InfoTrac și alte baze de date online la care sunt abonate bibliotecile, precum și pentru lucrările de referință în mai multe volume, mai ales din domeniile religiei, istoriei și științelor sociale.
Fondată în Detroit, Michigan în anul 1954 de către Frederick Gale Ruffner, compania a fost achiziționată de Thomson Corporation (devenind o parte a diviziei Thomson Learning) în 1985 înainte de a fi vândută în 2007 grupului Cengage.

## Istoric
În 1999 Thomson Gale a achiziționat Macmillan Library Reference (inclusiv Scribner's Reference, Thorndike Press, Schirmer, Twayne Publishers și G. K. Hall) de la Pearson (care a dobândit-o de la Simon & Schuster în 1998; Macmillan USA a fost achiziționată de Simon & Schuster în 1994). În anul 2000 a achiziționat editura K. G. Saur Verlag din München, dar apoi a vândut-o editurii Walter de Gruyter în 2006.
Pe 25 octombrie 2006 Thomson Corporation a anunțat că intenționează să renunțe la divizia Thomson Learning, pentru că, după cuvintele președintelui companiei Thomson Richard Harrington, „nu se potrivește viziunii strategice pe termen lung”. Thomson a spus că aștepta ca această vânzare să-i aducă un venit de pentru a genera aroximativ 5 miliarde dolari. Thomson Learning a fost cumpărat de un consorțiu de investiții private format din Apax Partners și OMERS Capital Partners pentru 7,75 miliarde $ și numele a fost schimbat din Thomson Learning în Cengage Learning pe 24 iulie 2007.
Patrick C. Sommers a fost președinte al Gale din 22 octombrie 2007, până când s-a pensionat în 2010.

## Produse
Gale a lansat sute de produse, cum ar fi Academic OneFile, Biography and Genealogy Master Index, General OneFile, General Reference Center, Sabin Americana (pe baza Bibliotheca Americana a lui Joseph Sabin) și World History Collection.

## Legături externe
- Site-ul companiei Gale

Site-uri și servicii deținute de Gale
- Gale Directory Library Arhivat în 30 septembrie 2017, la Wayback Machine. – dozens of print directories on a digital platform
- Books & Authors – indexed database of fiction and nonfiction book titles